# Libération-Nord
Pour les articles homonymes, voir Libération.
Ne doit pas être confondu avec Libération-Sud.
Libération-Nord est un des principaux mouvements français de résistance pendant la Seconde Guerre mondiale, créé en zone occupée à partir de la fin de l'année 1940, opérant aussi en zone Sud à partir de 1942.
C'est un des huit grands mouvements représentés à partir de 1943 au Conseil national de la Résistance.

## Historique
C'est d'abord un journal clandestin hebdomadaire, qui apparaît en décembre 1940, puis Libération-Nord se transforme en novembre 1941 en un mouvement de résistance. Son journal Libération est le seul organe de la résistance à paraître chaque semaine, sans interruption, de 1940 jusqu'à la Libération en août 1944.
Les initiateurs sont Christian Pineau et l'équipe des syndicalistes du Manifeste des douze ; le mouvement veut représenter la SFIO clandestine ainsi que les mouvances syndicales CGT (non communiste) et CFTC. Dans l'ensemble, ce mouvement est surtout formé de socialistes. L'une des caractéristiques du mouvement est de privilégier la politique par rapport au militaire.
En 1942, deux réseaux de résistance sont créés à partir de Libération-Nord, sous le contrôle du Bureau central de renseignements et d'action (BCRA) :
- Phalanx, en zone sud, par Christian Pineau ;
- Cohors-Asturies, en zone nord.

Début 1943, il commence à organiser des groupes armés, sous l'impulsion du philosophe Jean Cavaillès et du colonel Georges Zarapoff. Représenté au Conseil national de la Résistance, où il relaie l'influence de la SFIO clandestine, le mouvement refuse en décembre 1943 de se joindre aux Mouvements unis de la Résistance (MUR), qui regroupe les principaux mouvements de zone sud.
À l'instar de l'Organisation civile et militaire (OCM), il échoue à créer, avec la SFIO, un grand parti travailliste issu de la Résistance.

## Membres
- Louis Béors
- Odette Bergoffen
- Gilbert Bostsarron, arrêté le 14 décembre 1943, fusillé au fort de Bondues
- Pierre Boursicot
- Georges Capon, artiste peintre et lithographe, professeur à l'École Estienne
- Jean Cavaillès
- André Challe
- Roger Chatelain
- Michel Collinet
- Jean-Baptiste Daviais
- Pierre Debizet (ancien patron du SAC probablement le Debize P de la liste des membres du réseau accessible sur internets)
- Georges Dufétel, architecte à Boulogne-sur-Mer
- Roger Deniau
- Robert Duterque
- Robert Fouré
- Hélène Fournier, épicière à Tours
- Léon Gontier, cofondateur
- Claude Guyot
- Catherine Lagatu
- Georges Lapierre
- Charles Laurent
- Alphonse Le Gallo, futur maire de Boulogne-Billancourt.
- Claude Lemaitre-Basset
- Jeanne Léveillé
- Marcel Mérigonde
- Gaston Moutardier
- Pierre Neumeyer
- René Parodi, cofondateur avec Christian Pineau
- Robert Peres, chef de groupe à Libération-Nord, fut tué par les Allemands le 21 août 1944 (Plaque commémorative, quai du 4-Septembre, Boulogne-Billancourt, à l'entrée du pont de Saint-Cloud)
- Christian Pineau, fondateur
- Henri Ribière (« Gilbert »)
- André Sellier
- François Tanguy-Prigent
- Paul Verneyras
- Augustin Viseux...

Dans les départements
- Roger Secrétain, journaliste et écrivain (cofondateur début 1943 du mouvement du Loiret)
- Pierre Ségelle, médecin, cofondateur du mouvement du Loiret. Arrêté fin 1943 puis déporté en juillet 1944 à Dachau, il est libéré en mai 1945.
- Jacques Chombart de Lauwe (« colonel Félix » à partir du 4 août 1944), en Loire-Inférieure[3]
- Paul Rassinier, dans le Territoire de Belfort (agent de liaison entre Paris et Belfort en ce qui concerne le mouvement, Paul Rassinier a par la suite prétendu être un de ses fondateurs ; cette assertion a été reprise par un certain nombre d'auteurs, par exemple Jean Paulhan en 1953[4]).
- Mathieu Donnart, alias Colonel Le Poussin, dans le Finistère. Le groupe "Libé-Nord" du Finistère fut la plus importante organisation de résistance de ce département, comprenant de nombreuses sections dont celles d'Huelgoat - Carhaix (chef: capitaine Merlin), de Lanmeur- Saint-Jean-du-Doigt (dirigé par François Tanguy-Prigent), des Monts d'Arrée - Pays de Morlaix (chef : docteur Le Janne, alias commandant Noël), les résistants de ce dernier groupe se réunissant souvent au Fumé et à Lamprat en Plourin-lès-Morlaix[5].
- Jean Emond, secteur de Vendôme, Loir-et-Cher[6]. Il dirigea le réseau jusqu'à son arrestation en novembre 1943.
- Georges Reverbori, responsable de l'arrondissement de Montbéliard entre 1942 et 1944.
- Raymonde Fiolet, responsable de la cellule de l'Aisne.
- Edmond Grasset, responsable en Charente-Maritime, assassiné par des miliciens le 8 mai 1944[7].
- Henri Henneguelle, responsable de Libération-Nord dans le Pas-de-Calais.
- Jean Capdeville, responsable de Libération-Nord en Normandie.
- André Kleinpeter, responsable de Libération-Nord en Seine-et-Oise, mort en déportation[8].
- Georges Bonnac en Gironde, mort en déportation
- René Peeters, responsable de Libération-Nord en Meurthe-et-Moselle

#### Témoignages
- Christian Pineau, La Simple Vérité. Regard sur la période 1940-1945, Julliard, 1960
- Michel Slitinsky, La Résistance en Gironde, Éditions les Cahiers de la Résistance, 1970. Pages 96 à 99 sur la naissance de Libé-Nord en Gironde

#### Études
- Alya Aglan (préf. Jean-Pierre Azéma), La résistance sacrifiée : le mouvement Libération-Nord, Paris, Flammarion, coll. « Histoire, cultures et sociétés », 1999, 455 p. (ISBN 2-08-067697-0, présentation en ligne). Réédition : Alya Aglan (préf. Jean-Pierre Azéma), La résistance sacrifiée : histoire du mouvement Libération-Nord, Paris, Flammarion, coll. « Champs » (no 705), 2005, 455 p., poche (ISBN 2-08-080151-1, présentation en ligne).
- Marc Sadoun (préf. Maurice Duverger), Les Socialistes sous l'Occupation : Résistance et collaboration, Paris, Presses de la Fondation nationale des sciences politiques, 1982, XX-323 p. (ISBN 2-7246-0460-1, présentation en ligne).
- Exposition et catalogue de Christine Levisse-Touzé, Résister sous l'Occupation, Libération-Nord (1940-1944), Cahiers de la Résistance, La Documentation française (2013, 180 pages, 18€) [Résister sous l'occupation, Libération-Nord (1940-1944)]